# فرد فرايداي
فرد فرايداي (بالإنجليزية: Fred Friday)‏ هو لاعب كرة قدم نيجيري، ولد في 22 مايو 1995 في نيجيريا. لعب مع إي زد ألكمار ونادي ليلستروم.

## وصلات خارجية
- فرد فرايداي على موقع الاتحاد الأوربي (الإنجليزية)
- فرد فرايداي على موقع اتحاد النرويج (النرويجية)
- فرد فرايداي على موقع قاعدة بيانات كرة القدم.إي يو (الإنجليزية)
- فرد فرايداي على موقع Soccerway.com (الإنجليزية)
- فرد فرايداي على موقع AS.com (الإسبانية)